# 기후 변화 학계의 역사
기후 변화 학계의 역사에 대한 설명이다.
기후변화에 대한 과학적 발견의 역사는 빙하기와 기타 고지후의 자연변화가 처음으로 의심되고 자연적인 온실효과가 처음으로 확인된 19세기 초에 시작되었다. 19세기 후반에 과학자들은 인간의 온실 기체 배출이 지구의 에너지 균형과 기후를 변화시킬 수 있다고 처음으로 주장했다. 온실 효과의 존재는 비록 명명되지는 않았지만 이미 1824년 조제프 푸리에(Joseph Fourier)에 의해 제안되었다. 이 주장과 증거는 1827년과 1838년에 클로드 푸이예에 의해 더욱 강화되었다. 1856년에 유니스 뉴턴 푸트는 태양의 온난화 효과가 건조한 공기보다 수증기가 있는 공기에서 더 크고, 그 효과는 이산화탄소의 경우 훨씬 더 크다는 것을 증명했다.
존 틴들은 다양한 가스와 증기의 적외선 흡수 및 방출을 최초로 측정한 사람이다. 1859년부터 그는 그 효과가 대기의 아주 작은 부분에 기인하고 주요 가스는 효과가 없으며 주로 수증기에 의한 것임을 보여주었다. 그러나 적은 비율의 탄화수소와 이산화탄소가 상당한 영향을 미쳤다. 그 효과는 1896년 스반테 아레니우스(Svante Arrhenius)에 의해 더욱 완전하게 정량화되었다. 그는 대기 중 이산화탄소의 가상적인 두 배 증가로 인한 지구 온난화에 대한 최초의 정량적 예측을 했다.
1960년대에는 이산화탄소 가스의 온난화 효과에 대한 증거가 점점 더 설득력 있게 되었다. 과학자들은 또한 대기 에어로졸을 생성하는 인간 활동(예: "대기 오염")이 냉각 효과(나중에 지구 조도 조절이라고 함)도 가질 수 있음을 발견했다. 화산 활동부터 태양 변화까지의 힘을 포함하는 지구 온난화의 원인에 대한 다른 이론도 제안되었다. 1970년대에는 지구 온난화에 대한 과학적 이해가 크게 높아졌다.
1990년대에는 컴퓨터 모델의 정확성이 향상되고 빙하 시대에 대한 밀란코비치 이론을 확증하는 관측 작업이 이루어지면서 합의된 입장이 형성되었다. 온실가스가 대부분의 기후 변화에 깊이 관여하고 있으며 인간에 의한 배출이 눈에 띄는 지구 온난화를 가져오고 있다는 것이 분명해졌다.
1990년대 이후 기후 변화에 대한 과학 연구는 다양한 분야를 포함하고 확대되었다. 연구는 인과 관계, 과거 데이터와의 연결, 기후 변화를 측정하고 모델링하는 능력에 대한 이해를 확장했다. 이 기간 동안의 연구는 기후변화에 관한 정부간 협의체의 평가 보고서에 요약되었으며, 첫 번째 평가 보고서는 1990년에 나왔다.

## 같이 보기
- 지질학의 역사